# Elsa Saisio
Elsa Helena Saisio (ur. 19 lipca 1981 w Helsinkach) – fińska aktorka filmowa i teatralna.
Jest córką Harri Hyttinen, fińskiej aktorki. W 2003 roku za rolę w filmie Pahat pojat otrzymała nominację do nagrody Jussi w kategorii Najlepsza Aktorka Pierwszoplanowa.
Jest związana z Timem Välisaarenem, z którym ma syna (ur. 27 marca 2010).

## Filmografia
- 1994: Koiravarkaat
- 1998: Tulennielijä jako Irene
- 1999: Mennyt heinäkuu jako Anita
- 2000: Pelon maantiede jako Riikka
- 2001: Siamin tytöt jako Senja
- 2003: Pahat pojat jako Pirjo (za tę rolę otrzymała nominację do nagrody Jussi)
- 2008: Lato Muminków jako Migotka (głos)
- 2010: Muminki w pogoni za kometą jako Migotka (głos)